# Cyrille Verbrugge
Cyrille Verbrugge (Mouscron, Hainaut, 9 de novembre de 1866 – Anvers, 1929) va ser un tirador d'esgrima belga que va competir a cavall del segle xix i el segle xx.
El 1900 va prendre part en els Jocs Olímpics de París, en què finalitzà en quinzena posició en la prova de floret, i el 1906 guanyà les proves d'espasa professional i sabre professional.